# Église Notre-Dame-de-Lumière de Mylapore
L’Église Notre-Dame-de-Lumière (en tamoul: பிரகாச மாதா ஆலயம் (Piragāsa mādā ālayam), en portugais : Igreja de Nossa Senhora da Luz), communément appelée Luz Church, est un édifice religieux catholique sis à Mylapore, un faubourg sud de Madras, en Inde du Sud. Construite en 1516 par les portugais elle est la plus vieille église de Madras et un des édifices européens les plus anciens en Inde. Bien que de petite dimension elle est église paroissiale.

## Histoire
L’histoire de l’église (peut-être légende?) est liée à l’arrivée des portugais en Inde. Peu après la découverte par Vasco de Gama de la route maritime de Lisbonne vers l’Inde et la fondation du comptoir commercial de Goa, un bateau portugais sous la direction de Pedro Alvares Cabral arrive à Calicut en 1500. Parmi ceux qui débarquent se trouvent quelques missionnaires, sans doute prêtres franciscains. Trois d’entre eux perdent la vie quelques mois plus tard, en novembre 1500. Les autres s’installent à Cochin. 
Quelques années plus tard, explorant la côte de Malabar vers le sud, pour y établir de nouveaux contacts, le bateau des missionnaires se perd lors d’une tempête. Priant la Vierge Marie pour qu’elle les sauve de la situation périlleuse où ils se trouvent, ils aperçoivent une mystérieuse lumière qui les guide vers la terre ferme. Ils débarquent à Mylapore non loin de l’endroit où, d’après une tradition séculaire, l’apôtre Thomas trouva la mort. En reconnaissance pour le salut accordé les portugais édifient une église qu’ils dédient à Notre-Dame de la Lumière (en portugais : ‘Nossa Senhora da Luz’).
Ouverte au culte en 1516 par le franciscain Pedro da Atougia, l’église est endommagée par les forces d’Abdullah Qutb Shah, sultan de Golconde entre 1662 et 1673. Résidence et église sont occupées par les forces de l’East India Company durant quelques années, de 1780 à 1782.

## Description
L’église se trouve à un kilomètre et demi de la basilique Saint-Thomas, à Mylapore. Lorsqu’elle fut construite elle se trouvait en bordure d'une forêt tropicale. Ce qui lui valut de la population locale le nom de Kaatu Kovil (tamoul pour ‘temple de la jungle’). Aujourd’hui elle se trouve au centre d’un quartier densément habité, qui porte le nom de ‘Luz’. La rue qui y conduit se nomme ‘Luz Church road’.
L’architecture de la petite église qui porte sur son fronton le millésime ‘1516’, est un mélange de gothique et baroque. Les arches suivent une structure gothique, alors que l’ornementation intérieure est nettement baroque. La décoration des trois autels est rehaussée de feuilles d’or et d’argent, et le plafond est couvert de fresques de style baroque. La pierre de fondation (« Pedro da Atougia, religieux franciscain observant, a édifié cette église en 1516 ») est témoin de ce que cette église est un des monuments européens les plus anciens en Inde.

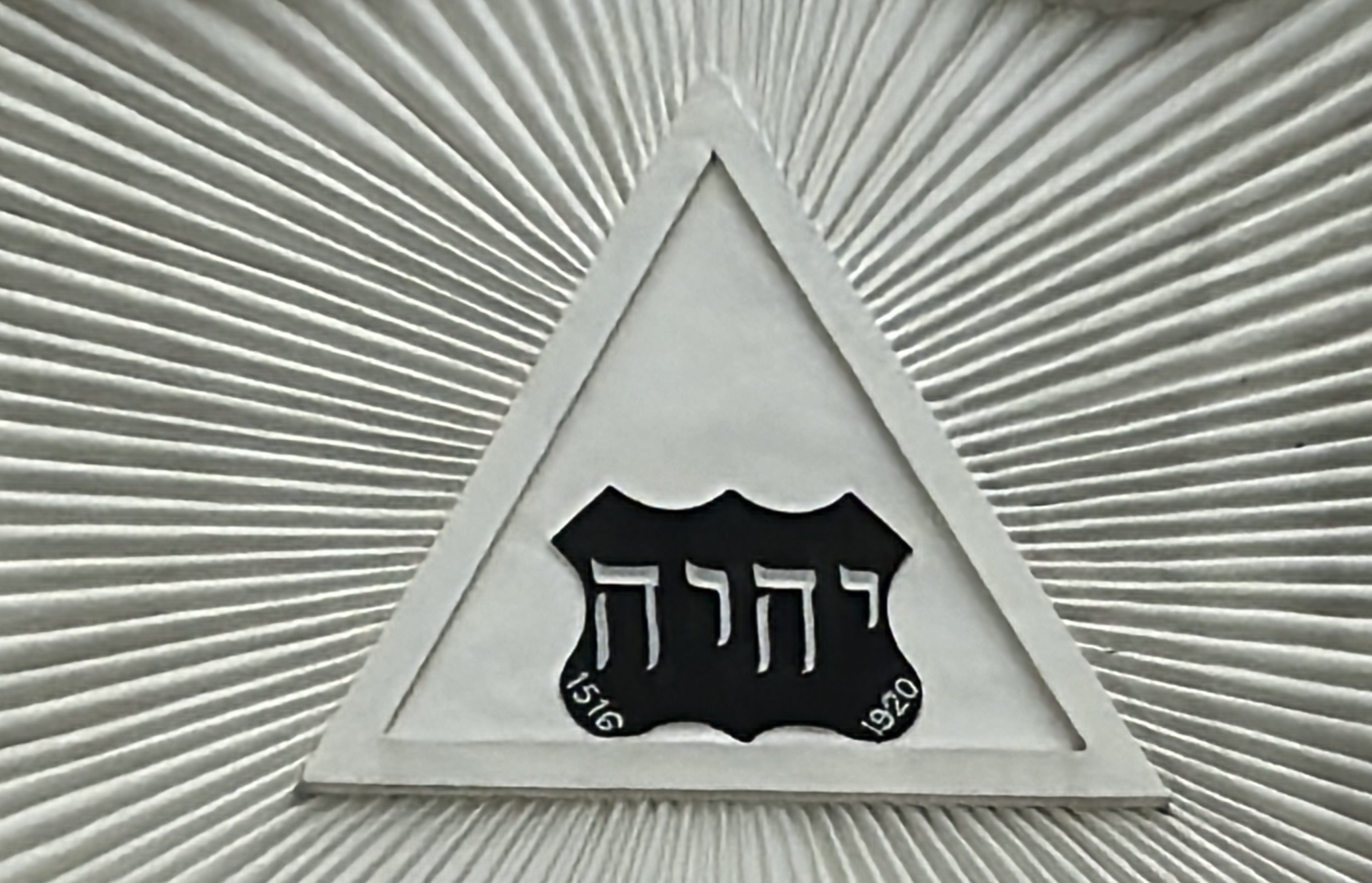
Tétragramme / Jéhovah : Le nom de Dieu pour les Chrétiens.

Le tétragramme est visible sur la façade principale à une hauteur d'environ 6 mètres. 

## Fête de Notre-Dame-de-Lumière
La fête de Notre-Dame de Lumière est célébré chaque année le 15 août, également jour de l'Assomption. Comme la date est aussi celui de la fête de l’indépendance de l’Inde, le jour est férié. Ce qui permet la participation d’un grand nombre de personnes à la messe solennelle et à la procession religieuse dans le quartier.
Le 15 aout 2010 l’église fut déclarée ‘sanctuaire Notre-Dame de Lumière’ par l’archevêque de Madras-Mylapore, Mgr A.M. Chinnappa.